# Зумбану, Рафаэл
 Рафаэл Зумбану (порт.-браз. Raphael Zumbano; 27 января 1981, Сан-Паулу, штат Сан-Паулу, Бразилия) — бразильский боксёр-профессионал, выступающий в тяжёлой весовой категории.  Чемпион Южной Америки в тяжёлом весе (2013-2015). Чемпион Бразилии в тяжёлом весе (2008-2014; 2016).

## Профессиональная карьера

#### Бой с Шэнноном Бриггсом
28 июня 2014 года Рафаэль встретился с Шенноном Бриггсом (55-6-1, 48 КО) в 12-раундовом бою за региональный титул NABA, и проиграл единогласным решением судей.

#### Бой с Чарльзом Мартином
28 февраля 2015 года в бою против Чарльза Мартина Рафаэль проиграл нокаутом в десятом раунде. Если в первых трёх раундах бразильскому боксеру время от времени удавалось доставать Мартина своими ударами (хотя сам он пропускал больше), то начиная с четвертого бой превратился в одностороннее избиение Рафаэля. В 10 раунде после затяжной серии с хуков и апперкотов Рафаэл Зумбану оказался на помосте ринга. Рефери остановил бой.

#### Бой с Энтони Джошуа
9 мая 2015 года встретился с Энтони Джошуа. Во втором раунде Джошуа нанёс правый прямой, нокаутировав своего противника.

#### Бой  с Александром Устиновым
20 мая 2017 года встретился с Александром Устиновым. Бой, прошедший в Болтоне, завершился победой Устинвоа, продлившись чуть более 2 минут. В первой же атаке Устинов отправил соперника в нокдаун, после чего продолжил атаковать. Большинство ударов Устинова приходились в цель, в то время как Зумбану практически не отвечал, и рефери, не дожидаясь гонга, принял решение остановить бой.